# Cuproxena
Cuproxena is een geslacht van vlinders van de familie bladrollers (Tortricidae).

## Soorten
- C. anielae (Razowski & Becker, 1989)
- C. argentina Brown, 1991
- C. astraboda (Razowski & Becker, 1989)
- C. auga (Razowski & Becker, 1989)
- C. bramiliana Brown, 1991
- C. cara Brown, 1991
- C. cornuta Brown & Obraztsov, 1991
- C. chelograpta (Meyrick, 1917)
- C. duckworthorum Brown, 1991
- C. elongana Brown, 1991
- C. eudiometra (Razowski & Becker, 1989)
- C. flintana Brown, 1991
- C. flosculana (Walsingham, 1914)
- C. hoffmanana Brown, 1991
- C. latiana Brown, 1991
- C. minimana Brown, 1991
- C. neonereidana Brown, 1991
- C. nereidana (Zeller, 1866)
- C. paracornuta Brown, 1991
- C. pseudoplesia Brown, 1991
- C. serrata Brown, 1991
- C. speculana (Walsingham, 1914)
- C. subunicolora Brown & Obraztsov, 1991
- C. trema Brown & Obraztsov, 1991
- C. triphera Brown & Obraztsov, 1991
- C. virifloscula Brown, 1991